# Chlamys rubida
Chlamys rubida är en musselart som först beskrevs av Hinds 1845.  Chlamys rubida ingår i släktet Chlamys och familjen kammusslor. Inga underarter finns listade i Catalogue of Life.